# Webdesigner
Die Aufgabe des Webdesigners ist die Erstellung und Pflege von Websites im World Wide Web. Der Webdesigner ist dabei in erster Linie für Gestaltung, Aufbau und Nutzerführung, das heißt das Interfacedesign und die Umsetzung des Corporate Designs verantwortlich.
In größeren Internetagenturen wird der Webdesigner oftmals ausschließlich für das Layout und Design der Webseiten eingesetzt. Weitergehende Aufgaben wie beispielsweise Responsive Webdesign werden dann von spezialisierten Webentwicklern umgesetzt.
Ein wichtiger Teil der Aufgaben des Webdesigners ist es auch, den besten Kompromiss zwischen den Wünschen des Auftraggebers, den Ansprüchen der Besucher und den technischen Möglichkeiten zu finden. Ein guter Webdesigner informiert seinen Auftraggeber auch über das typische Kundenverhalten im Internet und erstellt die Seite danach.

## Fachliche Voraussetzungen
In Stellenanzeigen für feste oder freie Mitarbeiter im Bereich Webdesign werden meist Kenntnisse in folgenden Fachgebieten angefordert:
- Design, insbesondere Webdesign
- Benutzerfreundlichkeit (englisch usability) und Barrierefreiheit
- Bildbearbeitung mit Grafiksoftware
- HTML/XHTML (meist browserübergreifend) zur Strukturierung des Seiteninhaltes
- CSS für die Gestaltung, das Layout und das Design der Site
- Content-Management-Systeme
- gängige HTML-Editoren

Soll der Webdesigner für die Erstellung einer dynamischen Webanwendung eingesetzt werden, sind meist eine oder mehrere der folgenden Zusatzkenntnisse erforderlich:
- JavaScript/DHTML zur Programmierung clientseitiger Skripte – zunehmend in Verbindung mit AJAX
- PHP zur serverseitigen Programmierung
- Node.js zur serverseitigen Programmierung mit JavaScript
- Perl zur serverseitigen Programmierung
- Java/JSP zur serverseitigen Programmierung
- ASP/ASP.NET zur serverseitigen Programmierung
- Python zur serverseitigen Programmierung
- Ruby zur serverseitigen Programmierung
- SQL zur Ansteuerung von SQL-Datenbanken (z. B. MySQL, Oracle, Microsoft SQL Server, Db2)
- HTML5 zur Erstellung multimedialer und dynamischer Webinhalte
- Webserver (z. B. Apache-Webserver oder Microsoft Internet Information Services)
- Applikationsserver (z. B. JBoss, Oracle-Applikationsserver, BEA Weblogic, IBM Websphere)
- Betriebssysteme (z. B. Linux, Windows oder macOS)

## Ausbildung
Aufgrund der schnellen Entwicklung und des relativ jungen Berufsbildes erfolgt diese Spezialisierung in der Regel autodidaktisch. In einigen Fällen wird bei entsprechender Eignung der Beruf Webdesigner auch als einzelner Beruf ohne Vorkenntnisse in Informatik, Mediengestaltung oder Grafik ausgebildet. Der Beruf Webdesigner unterliegt keiner gesetzlichen Regelung und wird ausschließlich als Fortbildung an privaten Bildungseinrichtungen oder bei Industrie- und Handelskammern unterrichtet. Deswegen kann sich im Prinzip jeder als Webdesigner bezeichnen, der eine Internetseite erstellen kann. Durch neue Werkzeuge, wie zum Beispiel Websitebaukästen, variiert die Qualität der Arbeit teilweise extrem.
Der Schwerpunkt des Webdesigns liegt heute immer mehr in der Anpassung des Designs von Content-Management-Systemen (CMS), die aufgrund der leicht zu ändernden Inhalte (Content) mittlerweile gegenüber selbst erstellten Webseiten bevorzugt und oft von Webdesign- oder Internetagenturen betreut werden. Die Anpassung des Designs solcher Systeme erfolgt zunehmend über Add-Ons, die graphische User Interfaces (GUI) zur Verfügung stellen. Für Detailänderungen wird aber immer noch mit Code gearbeitet, überwiegend mit CSS oder Template-Engines.

## Eingesetzte Hilfsmittel
Je nach Aufgabenstellung kommen Werkzeuge wie Bildbearbeitungsprogramme, HTML-Editoren, integrierte Entwicklungsumgebungen (IDEs), Content-Management-Systeme und oft auch Softwarelösungen zur Gestaltung von Animationen, Online-Spielen, Bildschirm-Präsentationen etc. zum Einsatz.